# Leonid Ivanovič Kuprijanovič
Leonid Ivanovič Kuprijanovič, in russo Леонид Иванович Куприянович? (Mosca, 14 luglio 1929 – 1994), è stato un ingegnere e inventore sovietico attivo nella radiotecnica, noto per aver realizzato il radiotelefono portatile LK-1.

## Biografia
Kuprijanovič nacque a Mosca il 14 luglio 1929. Nel 1953 si laureò all'Università tecnica statale moscovita N. Ė. Bauman nella Facoltà di ingegneria strumentale con specializzazione in radioelettronica. Secondo il giornalista A. Osipov, mentre era ancora uno studente della Scuola Tecnica Superiore di Mosca, Kuprijanovič progettò una radio portatile del peso di circa 2 chilogrammi da inserire in una borsa da campo e fu esposta alla Mostra di Radioamatori e radioingegneri amatoriali di tutta l'Unione. Kuprijanovič entrò nel club radiofonico centrale del DOSAAF, ma la famiglia non fu informata del luogo esatto di lavoro fino alla metà degli anni sessanta. La stampa sovietica dell'epoca diffuse pochi dettagli riguardo alla figura di Kuprijanovič, descrivendolo come un radioamatore e ingegnere radiofonico di Mosca.

### Progetti iniziali
Nel tempo libero, Leonid Ivanovič Kuprijanovič si dedicava all'alpinismo e, durante le scalate, era vitale la comunicazione radio con la base tramite un dispositivo leggero e piccolo dispositivo da poter portare in tasca e tenere con una mano. Nel club del DOSAAF, Kuprijanovič aveva la possibilità di creare e testare nuovi dispositivi in maniera autonoma: realizzò una ricetrasmittente dal peso di 1,2 kg e con un raggio di comunicazione di 3 km che gli valse nel 1954 il diploma di primo grado alla settima esposizione cittadina di Mosca.
Kuprijanovič continuò a lavorare sul progetto e nel 1955 presentò un nuovo dispositivo dal peso di 300 grammi (batteria inclusa), poco più grande di due scatole di fiammiferi e con una bassa tensione di soli 15-18 volt. Alla XII Mostra di Radioamatori e radioingegneri amatoriali di tutta l'Unione organizzata a Leningrado, il progetto vinse il diploma di primo grado e fu trasferito alla produzione di massa. L'apparecchio era noto come "Telefono tascabile VHF" (in russo Карманный УКВ телефон?, Karmannyj UKV telefon), aveva le dimensioni di 110×68×30 mm e un peso di 350 g, assemblato su un circuito ricetrasmettitore a valvole 0,6 P2B, 2P1P e 1P3B, operava nella gamma 38-40 MHz con un raggio di 1 km, possedeva un microfono e un auricolare miniaturizzato montati nella custodia.
Nel 1957, Kuprijanovič realizzò un walkie-talkie dalle dimensioni di una scatola di fiammiferi e di soli 50 grammi (alimentatore incluso), in grado di funzionare per 50 ore e di garantire comunicazioni a una distanza di due chilometri. Nello stesso anno, fu pubblicata la prima edizione del suo libro per radioamatori Karmannye radiostancii.

### Radiofon LK-1
Il 4 novembre 1957, Kuprijanovič ottenne il brevetto n. 115494 per un "Dispositivo per la chiamata e la commutazione dei canali di comunicazione radiotelefonica", che delineava i principi fondamentali della telefonia mobile, della compressione e decompressione dei segnali, fornendo un diagramma schematico di un dispositivo di telefonia mobile. Il dispositivo Radiofon, chiamato LK-1 dall'inventore, era un radiotelefono automatico con composizione diretta che, tramite una stazione radio telefonica automatica, permetteva di connettersi con qualsiasi abbonato alla rete telefonica entro il raggio di 20-30 km. Nel mensile scientifico Nauka i žizn', Kuprijanovič scrisse:
( L. I. Kuprijanovič, Радиотелефон, in Наука и жизнь, n. 8, Изд-во Правда, 1957,  p. 49.)
Il radiotelefono comunicava con la centrale telefonica della città attraverso una stazione radiofonica automatica (in russo Автоматическая Телефонная Радиостанция, АТР?, Avtomatičeskaja Telefonnaja Radiostancija, ATR) che immetteva i segnali dai telefoni cellulari in una rete cablata e viceversa. L'inventore affermò: “per servire una città come Mosca con comunicazioni radiotelefoniche, sono necessarie solo dieci stazioni radio telefoniche automatiche. La prima di queste stazioni è stata progettata nella nuova area metropolitana di Mazilovo”. Per connettere il telefono cellulare con l'ATR, venivano impiegati quattro canali con quattro frequenze: due per la trasmissione e la ricezione del suono, uno per la composizione e uno per riagganciare. Per evitare possibili interferenze tra diversi LK-1, venivano usate frequenze tonali diverse per ogni dispositivo e sulla stessa lunghezza d'onda, costringendo i loro relè a concentrarsi sull'ATR. Le frequenze di trasmissione e ricezione del suono per ciascun LK-1 erano diverse per evitare la loro reciproca influenza. Il numero telefonico dell'LK-1 era codificato al suo interno ed era indipendente dalla linea telefonica cablata, rendendo di fatto l'LK-1 il primo telefono cellulare della storia, ben 16 anni prima della presentazione del Motorola DynaTAC. 
Per l'impiego personale (o nella prima fase di implementazione), fu proposta una modalità di estensione radio per la linea esistente dell'abbonato con il collegamento di un ATR personale alla linea dell'abbonato. Il possibile impiego dell'apparecchio nelle automobili fu descritto nella rivista Za rulëm.
Tuttavia, la codifica era molto primitiva e il numero degli abbonati che potevano impiegare la connessione con ATR era inizialmente molto limitato, e nella prima dimostrazione pubblica l'ATR era collegato ad un normale telefono in parallelo di un abbonato pre-esistente, permettendo di avviare esperimenti senza apportare modifiche alla centrale telefonica automatica della città, ma ostacolando l'accesso simultaneo fuori dalla città e da diversi portatili.
Un servizio sul "Radiotelefono dell'ingegnere Kuprijanovič" incluso nel cinegiornale Nauka i technika del 1959 presentava una dimostrazione presso la fattoria statale Lenin vicino a Mosca, con una chiamata in arrivo da un telefono pubblico al cellulare in un'auto in movimento e due chiamate in uscita, in un campo e sulla riva del fiume. Nel 1957, Kuprijanovič mostrò pubblicamente un prototipo funzionante di un telefono cellulare LK-1 del peso di 3 kg; l'anno successivo realizzò un modello che pesava solo 500 grammi e nel 1961 il dispositivo arrivò a pesare solo 70 grammi. Nel 1961, anche la TASS si interessò all'invenzione di Kuprijanovič.
Tuttavia, la soluzione proposta da Kuprijanovič fu in seguito abbandonata a causa dei costi per l'installazione delle ATR.

### Dopo la radiotelefonia
Dalla seconda metà degli anni sessanta, Kuprijanovič cambiò il suo posto di lavoro e si occupò della creazione di attrezzature mediche. Nel 1970 pubblicò un libro riguardo al problema di "registrare" informazioni del subconscio durante uno speciale "stato del sonno". Nel 1973 presentò il dispositivo "Ritmoson", per controllare le fasi del sonno e della veglia di una persona, e pubblicò articoli scientifici e tesi sul miglioramento della memoria e dell'ipnopedia. Kuprijanovič ottenne nuovi brevetti sia in URSS che all'estero, e nel 1987 fu rilasciato l'ultimo brevetto. Secondo l'accademico dell'Accademia delle scienze russa N. F. Izmerov nel documentario televisivo Zagadka LK-1, Kuprijanovič lavorò con successo su questo argomento fino al suo pensionamento, difendendo la sua dissertazione, e fu periodicamente coinvolto in lavori su argomenti segreti e con l'aiuto del suo apparato effettuò la riabilitazione dei principali leader statali.
Kuprijanovič morì nel 1994.